# Ташликуль (Аскінський район)
Ташлику́ль (рос. Ташлыкуль, башк. Ташлыкүл) — присілок у складі Аскінського району Башкортостану, Росія. Входить до складу Кунгаківської сільської ради.
Населення — 26 осіб (2010; 25 у 2002).
Національний склад:
- башкири — 100 %